# قرار مجلس الأمن التابع للأمم المتحدة رقم 1125
قرار مجلس الأمن التابع للأمم المتحدة رقم 1125، المتخذ بالإجماع في 6 آب / أغسطس 1997، بعد الإعراب عن القلق إزاء الحالة التي تواجهها جمهورية أفريقيا الوسطى، أذن المجلس بمواصلة بعثة البلدان الأفريقية لرصد تنفيذ اتفاقات بانغي في البلاد لمدة ثلاثة أشهر أخرى.

## خلفية
في عام 1996، كانت هناك ثلاث حركات تمرد متتالية من قبل عناصر من القوات المسلحة في جمهورية أفريقيا الوسطى أدت إلى أزمة سياسية وعسكرية. تم التوقيع على اتفاقات بانغي من قبل رئيس جمهورية أفريقيا الوسطى أنجي فيليكس باتاسي وقوات المتمردين في العاصمة بانغي وتم إنشاء قوة أفريقية لاستعادة السلام والأمن في البلاد ومراقبة تنفيذ اتفاقيات بانغي.

## القرار
قرر مجلس الأمن أن الوضع في جمهورية أفريقيا الوسطى يشكل تهديداً للسلم والأمن الدوليين، ورحب بجهود الدول المشاركة في بعثة البلدان الأفريقية لرصد تنفيذ اتفاقات بانغي. ووافق على جهود العملية في تأمين بيئة مستقرة والإشراف على تسليم أسلحة المتمردين السابقين والمليشيات وغيرهم من الأشخاص.
بموجب الفصل السابع من ميثاق الأمم المتحدة ، تعمب الدول المشاركة في البعثة - بوركينا فاسو، تشاد، الغابون، مالي، السنغال وتوغو - لضمان سلامة وحرية تنقل أفرادها لفترة أولية مدتها ثلاثة أشهر. تكلفة القوة سوف تتحملها الدول المشاركة. وأخيراً، طُلب من الدول المشاركة تقديم تقارير كل أسبوعين إلى الأمين العام كوفي عنان.

## روابط خارجية
- نص القرار في undocs.org